# Bodianus bimaculatus
 Bodianus bimaculatus és una espècie de peix de la família dels làbrids i de l'ordre dels perciformes.

## Morfologia
Els mascles poden assolir els 10 cm de longitud total.

## Distribució geogràfica
Es troba des de Madagascar fins a Nova Caledònia, Japó i Nova Zelanda.